# Góbio-sentinela
O góbio-sentinela (Cryptocentrus cinctus), é uma espécie de góbio nativo de recifes de coral do Oceano Pacífico. Esse peixe tem o costume de se esconder em tocas feitas por camarões, tanto que eventualmente, ambos cooperam em uma relação cooperativa de defesa, onde o camarão constrói a toca e o góbio protege a entrada de predadores, além de poder fornecer alimento para o camarão, já foi relatado que após a construção da toca, ambos continuaram a viver juntos nesse estado de cooperação.
Essa espécie é nativa da região tropical do Oceano Pacífico, podendo ser encontrado em recifes e atóis dês da costa sul do Japão para Singapura e se estendendo para a Grande Barreira de Coral, Austrália até Palau e ilhas da Micronésia.